# Жељко Цвијановић
Жељко Цвијановић (Сарајево, 1964 – Београд, 25. август 2018) био је српски новинар и уредник. 

## Биографија
Студирао је књижевност на Универзитету у Сарајеву.
Након почетка Одбрамбено-отаџбинског рата, радио је у агенцији СРНА и листу Јавност.
По одласку из агенције СРНА радио је као уредник недјељника Блиц њуз и Европе. Потом је основао Стандард те Нови Стандард чији је био уредник.
Био је стручњак за област међународне политике и односа. Описиван је као једна од најбољих српских новинара.
Преминуо је након дуге и тешке болести.
Одликован је Орденом Његоша.
Цвијановић је био препознат као истакнути српски родољуб и борац за српске националне интересе.